# Gort (gerst)

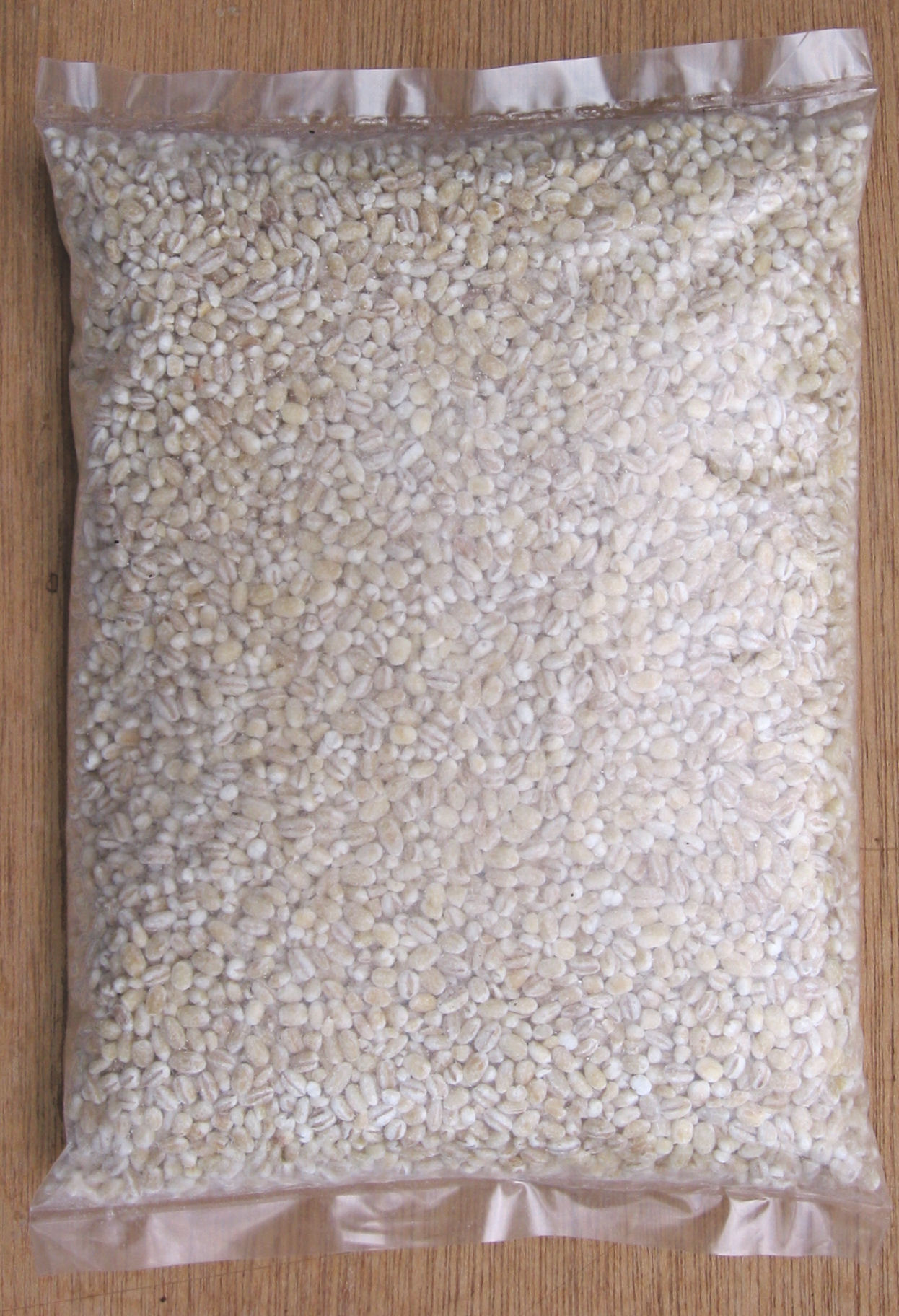
Parelgort

Gort is gepelde wintergerst. Parelgort is rond geslepen gort. Het wordt vooral gebruikt als basis voor gortepap en in  watergruwel (krentjebrij). De gort moet 12 uur geweekt en daarna ongeveer een uur gekookt worden. Tot begin 20e eeuw werd het in Nederland nog gebruikt als maaltijdbasis, maar in die functie is het thans vrijwel volledig vervangen door rijst en pasta. Gerst werd vroeger met pelmolens tot gort gepeld. Op de molen De Jonge Hendrik in Den Andel is tot in de jaren 1970 op professionele basis gepeld. In 2021 begonnen hier enkele vrijwillige molenaars, begeleid door een voormalig beroepsmolenaar, weer met het pellen van gerst. In de stad Groningen bevindt zich een moderne gortpellerij van het familiebedrijf Offeringa.
De inwoners van het Twentse dorp Rossum dragen nog altijd de bijnaam "Gortekeurne", dat gortkorrels betekent. De inwoners van het Groningse dorp Garnwerd worden nog steeds "Gortvreters" genoemd en inwoners van het dorp Oosterend op Texel worden "Gortbuukers" genoemd.
De vervoeging 'gortig' in 'te gortig' betekent meestal dat er iets niet goed gaat en te veel dan wel overdreven is.